# Bakonya
Bakonya ist eine ungarische Gemeinde im Kreis Pécs im Komitat Baranya. Ungefähr fünfzehn  Prozent der Bewohner zählen zur Volksgruppe der Roma.

## Geografische Lage
Bakonya liegt elfeinhalb Kilometer westlich des Zentrums der Kreisstadt und des Komitatssitzes Pécs. Nachbargemeinden sind Boda, Hetvehely und Kővágótöttös.

## Geschichte
Bis zur Entdeckung von Uranerzvorkommen in den 1950er Jahren lebte die Bevölkerung überwiegend von der  Landwirtschaft. Seit dem Beginn des Uranerzbergbaus 1955 arbeiteten viele Bewohner als Bergleute oder in mit dem Erzabbau verbundenen Betrieben. Nach 32 Jahren wurde der Bergbau 1987 eingestellt und die Uranerzmine daraufhin  geschlossen.

## Sehenswürdigkeiten
- Antal-Schaff-Gedenktafel
- Denkmal zum Uranerzbergbau
- Heimatgeschichtliches Museum (Helytörténeti Múzeum)
- Marienweg und Mariengarten
- Park mit Szent-István-Statue
- Römisch-katholische Kirche Szent György, ursprünglich im 13. Jahrhundert erbaut, später mehrfach umgebaut, der Turm wurde 1867 hinzugefügt
- Römisch-katholische Kapelle Páduai Szent Antal, erbaut 1807, am Weinberg gelegen
- Statue Szent György és a sárkány
- Vince-Vörös-Gedenkzimmer

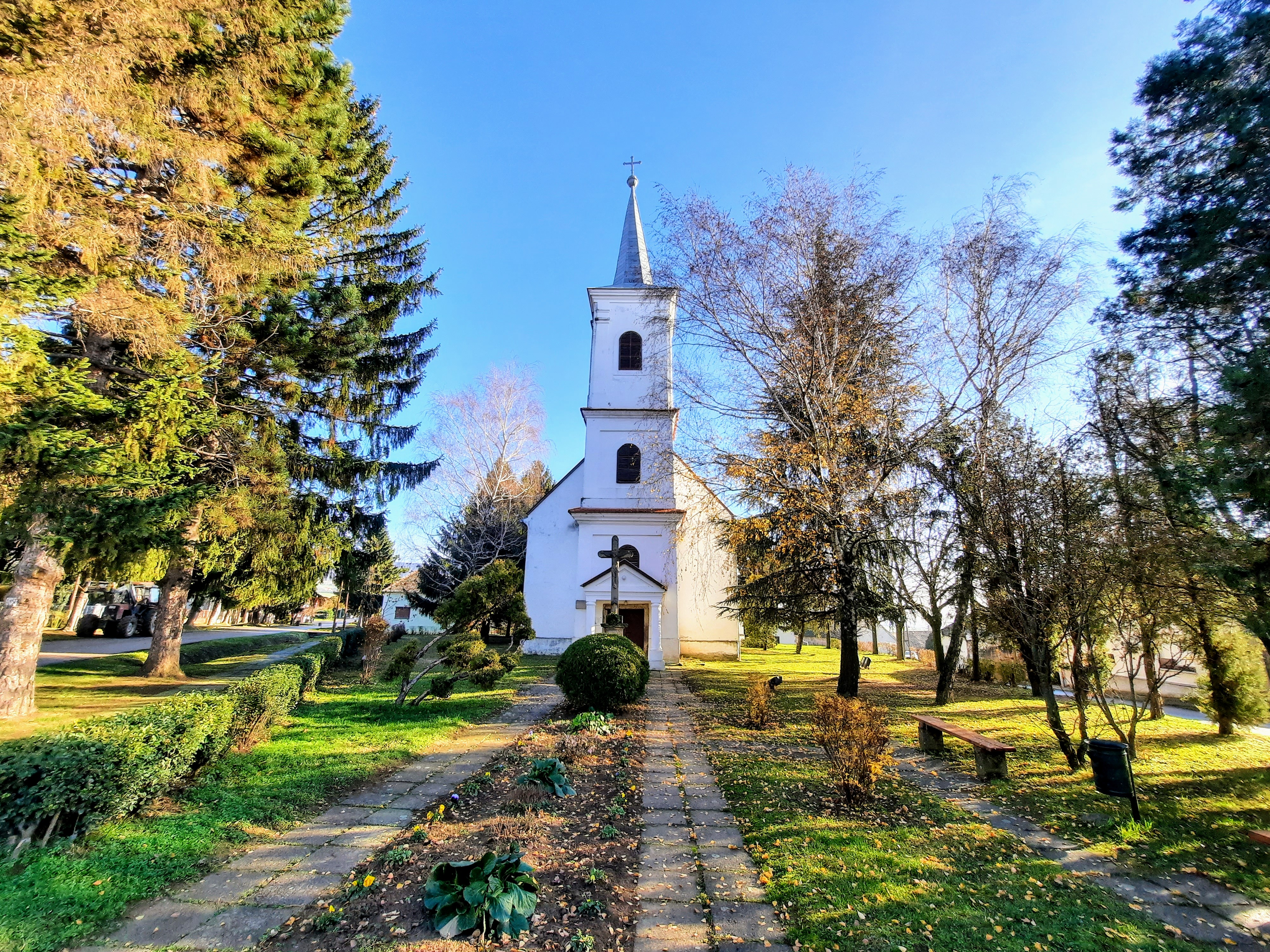
Römisch-katholische Kirche Szent György
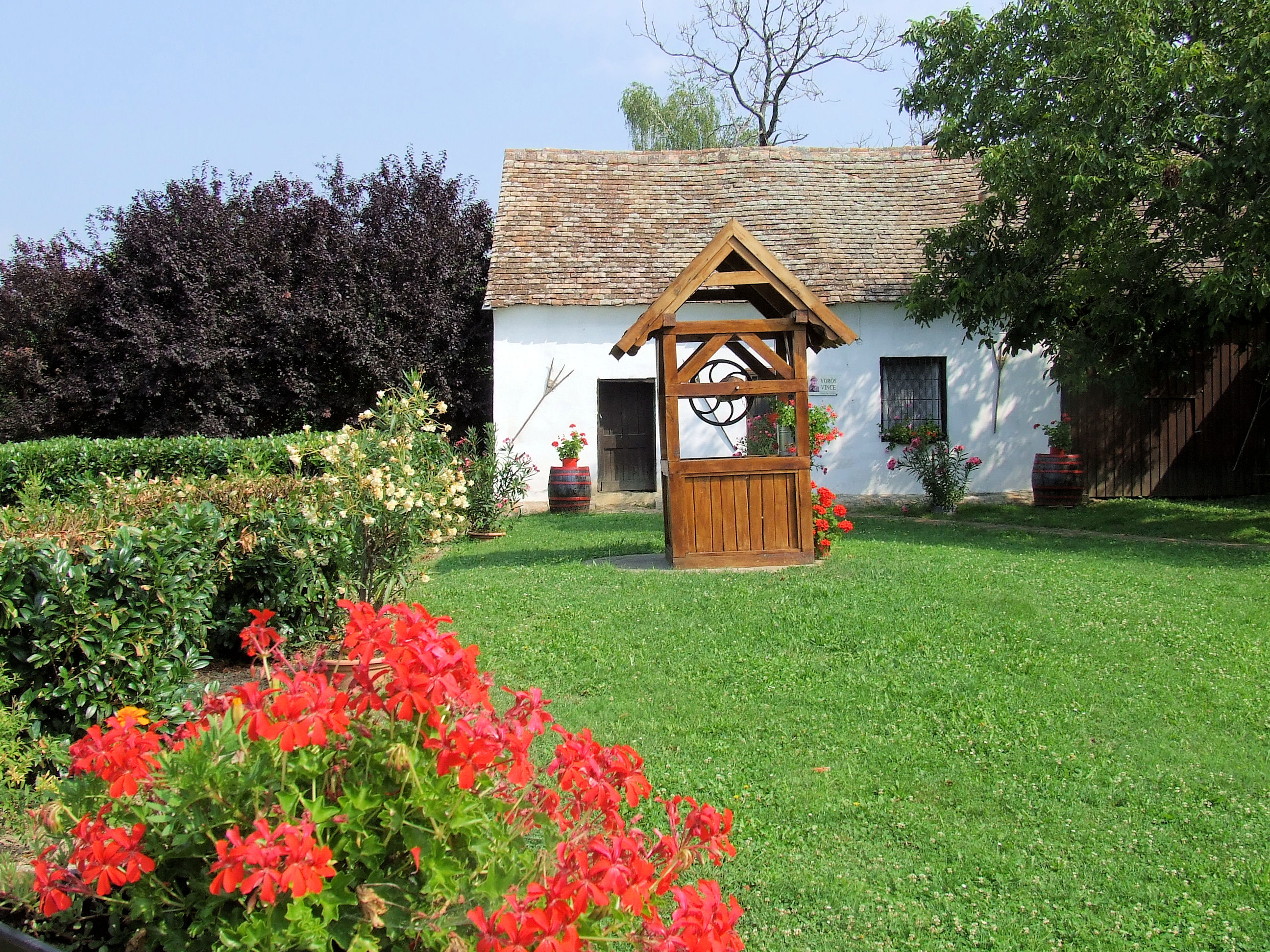
Vince-Vörös-Gedenkzimmer
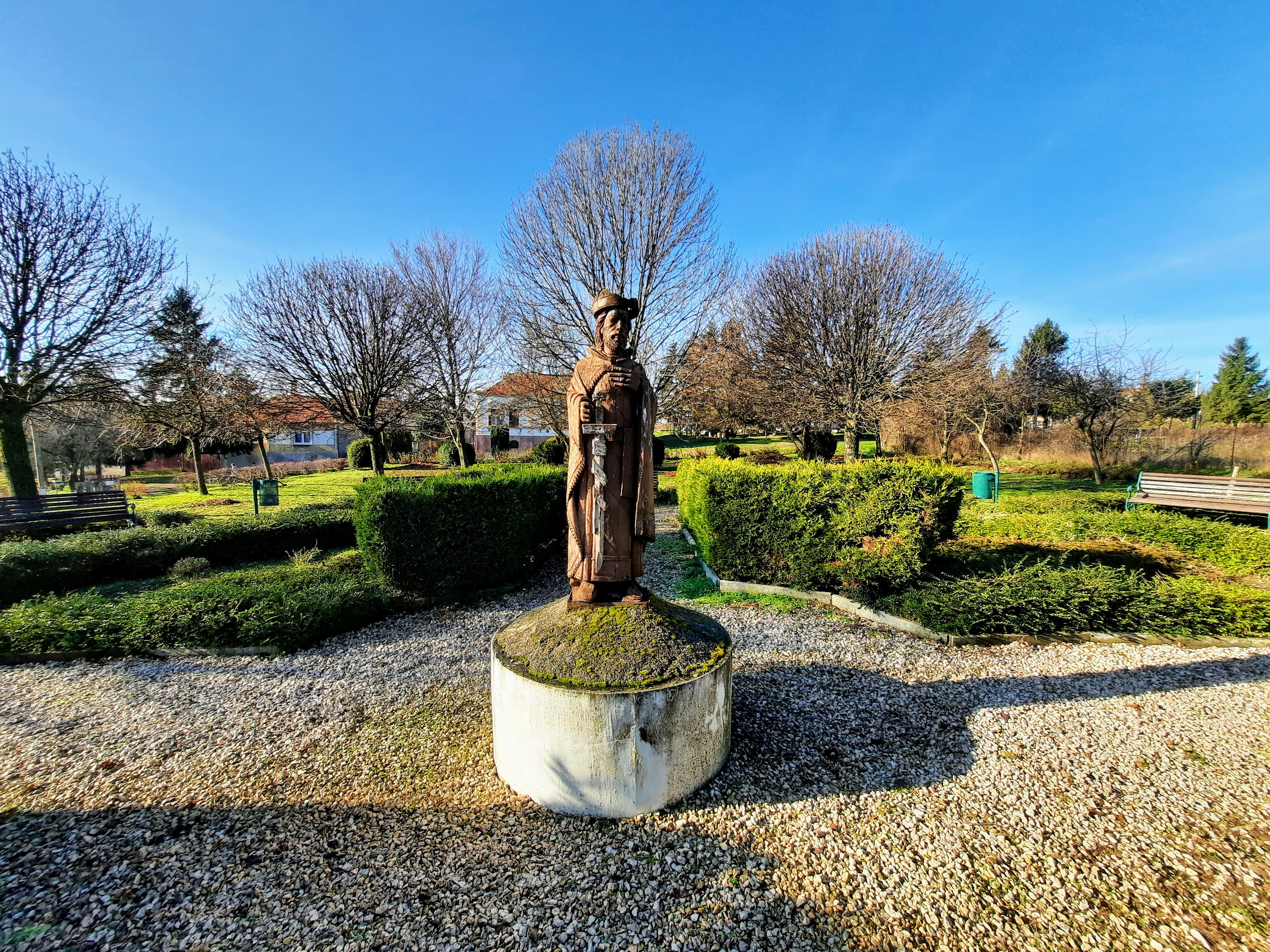
Park mit Szent-István-Statue
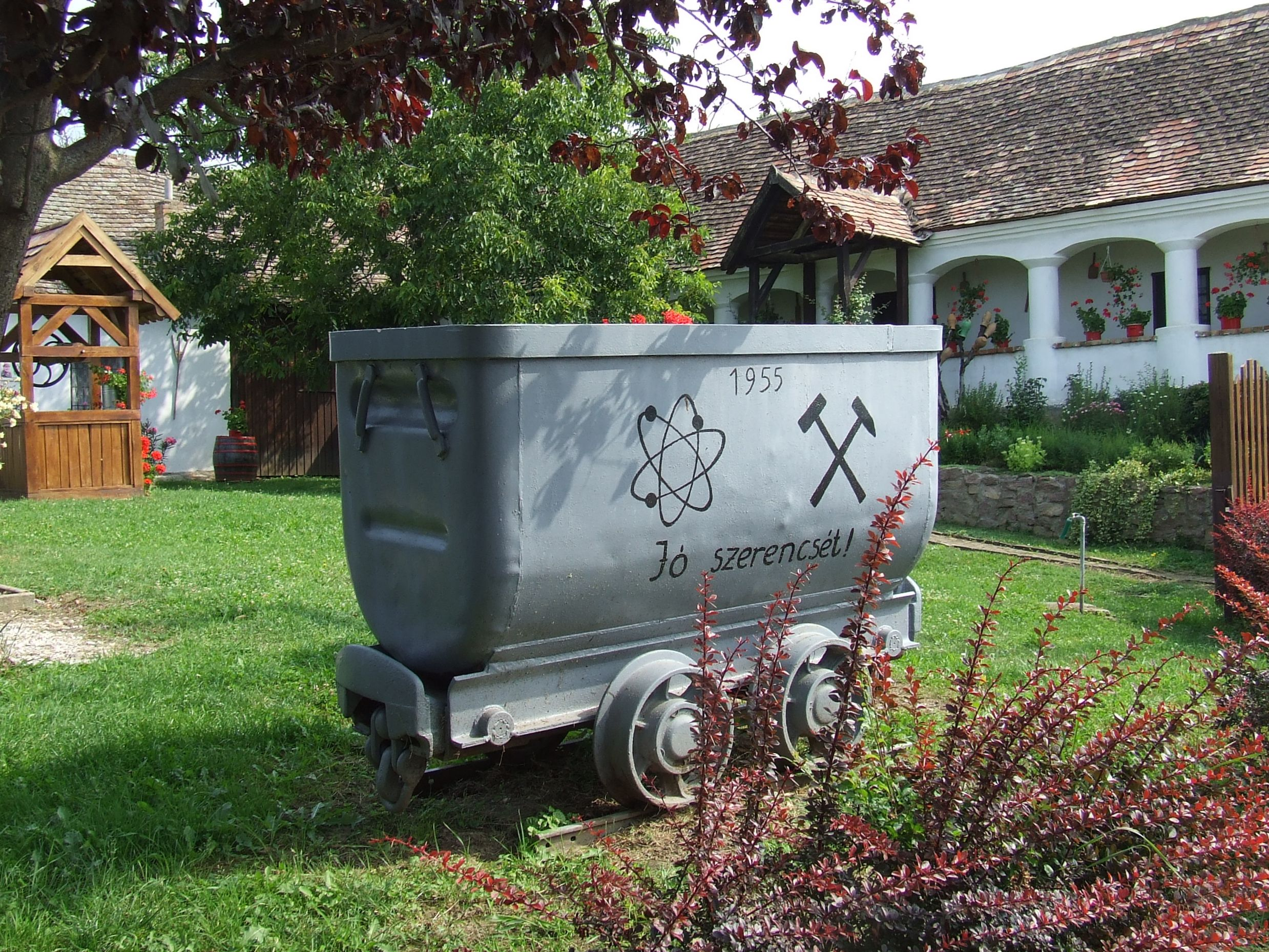
Denkmal zum Uranerzbergbau
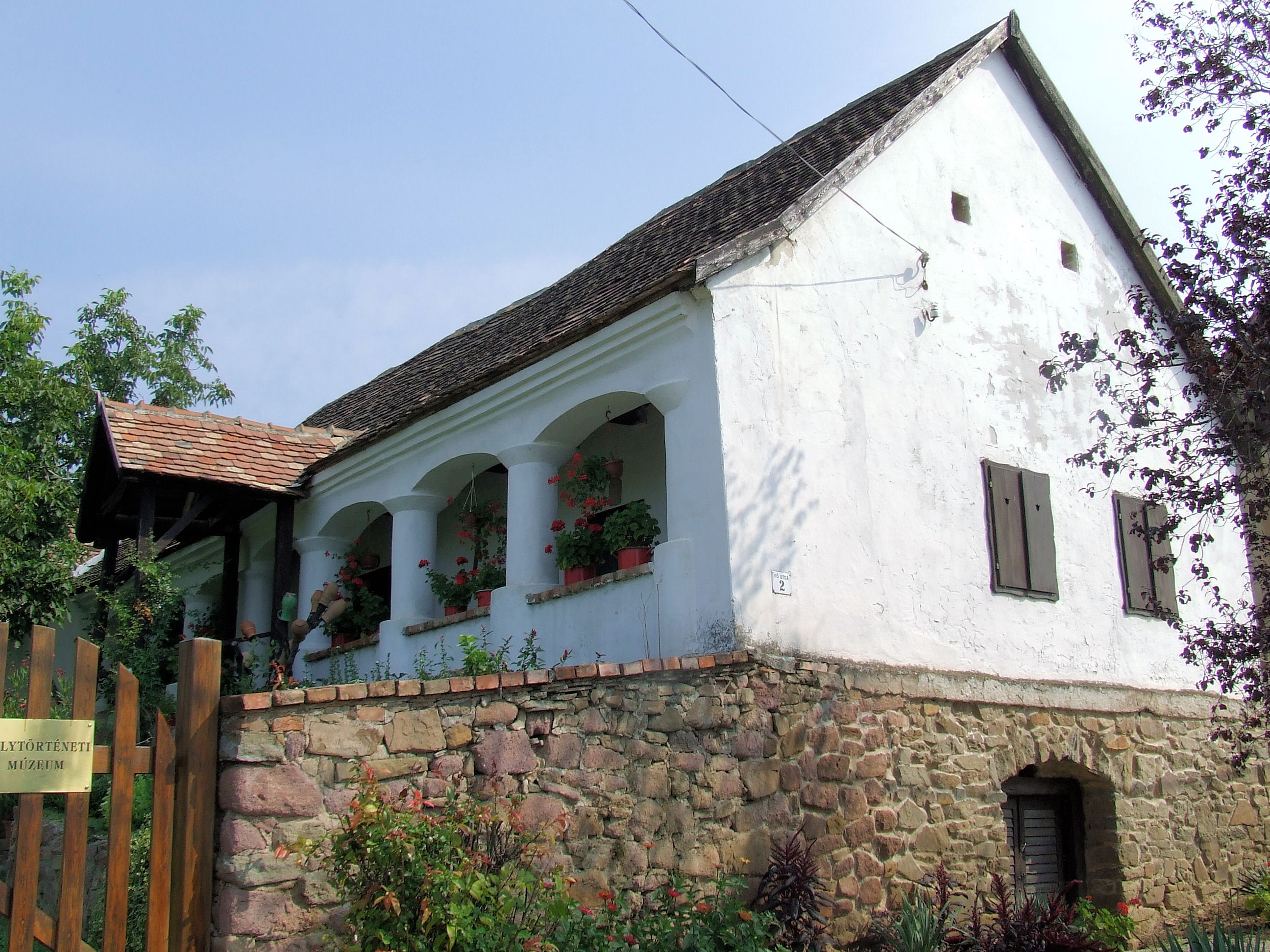
Heimatgeschichtliches Museum

## Verkehr
Bakonya ist nur über die Nebenstraße Nr. 66134 zu erreichen, einen Kilometer nördlich des Ortes verläuft die Landstraße Nr. 6605. Es bestehen Busverbindungen über Kővágótöttös und Kővágószőlős nach Pécs. Der nächstgelegene Bahnhof befindet sich sechs Kilometer nordwestlich in Hetvehely.